# Viatge a la terra de les boires
Viatge a la terra de les boires (títol original en anglès, The Land Before Time IV: Journey Through the Mists) és una pel·lícula animada musical d'aventures estatunidenca de 1996 produïda per Universal Animation Studios (abans coneguda com a Universal Cartoon Studios) i dirigida per Roy Allen Smith. És la quarta entrega de la franquícia A la recerca de la vall encantada, així com l'últim film que inclou el repartiment de la pel·lícula original. Va ser també l'última pel·lícula amb Linda Gary com a veu de l'àvia d'en Dinet, ja que va morir el 5 d'octubre de 1995. Es va distribuir directament per a vídeo. Va ser nominada a dos premis Annie. S'ha doblat al català.